# Furnică militară

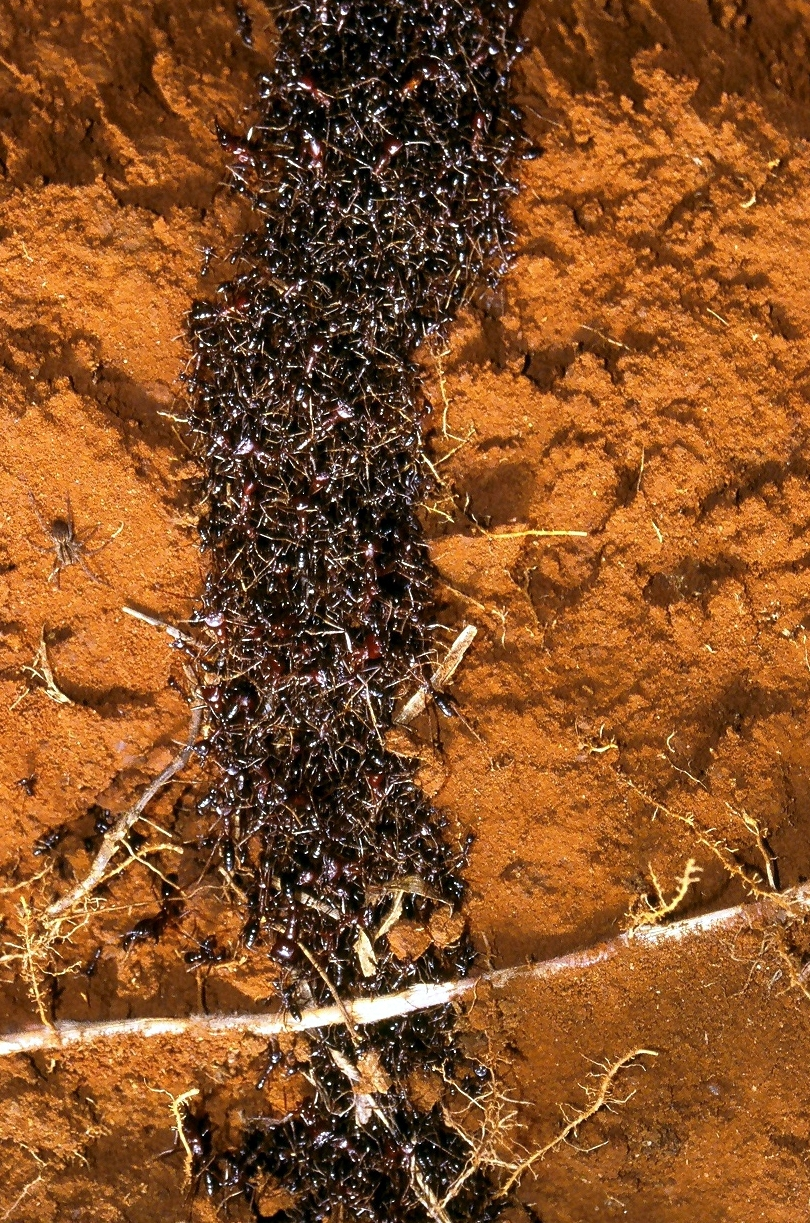
Raid african se furnibi Dorylus

Numele furnică militară (sau furnici legionare sau marabunta) se aplică la peste 200 de specii de furnici din linii diferite. Datorită grupurilor lor agresive de prădători, cunoscute sub numele de „raiduri”, un număr mare de furnici ae hrănesc simultan pe o zonă limitată.
O altă caracteristică comună este că, spre deosebire de majoritatea speciilor de furnici, furnicile armatei nu construiesc cuiburi permanente; o colonie de furnici de armată se mișcă aproape neîncetat de-a lungul timpului în care există. Toate speciile sunt membre ale adevăratei familii de furnici, Formicidae, dar mai multe grupuri au evoluat în mod independent același sindrom comportamental și ecologic de bază. Acest sindrom este adesea denumit „comportament legionar” și poate fi un exemplu de evoluție convergentă.
Cele mai multe furnici militare din Lumea Nouă aparțin genurilor Cheliomyrmex, Neivamyrmex, Nomamyrmex, Labidus  și Eciton. Cel mai mare gen este Neivamyrmex, care conține peste 120 de specii; cea mai predominantă specie este Eciton burchellii; numele său comun „furnica militară” este considerat a fi arhetipul speciei. Majoritatea furnicilor din Lumea Veche sunt împărțite între triburile Aenictini și Dorylini. Aenictini conține peste 50 de specii de furnici militare în unicul gen, Aenictus. Cu toate acestea, Dorylini conțin genul Dorylus, cel mai agresiv grup de furnici conducător; Sunt cunoscute 70 de specii.
Inițial, se credea că unele dintre liniile de furnici din Lumea Veche și Lumea Nouă au evoluat independent, într-un exemplu de evoluție convergentă. În 2003, însă, analiza genetică a diferitelor specii sugerează că mai multe dintre aceste grupuri au evoluat dintr-un singur strămoș comun, care a trăit cu aproximativ 100 de milioane de ani în urmă, la momentul separării Continentele Africa și America de Sud, în timp ce alte linii de furnici militare (Leptanillinae, plus membrii Ponerinae, Amblyoponinae și Myrmicinae) sunt încă considerate a reprezenta evenimente evolutive independente. Taxonomia furnicilor militare rămâne în flux, iar analiza genetică va continua probabil să ofere mai multe informații despre relațiile diferitelor taxoni.

## Morfologie

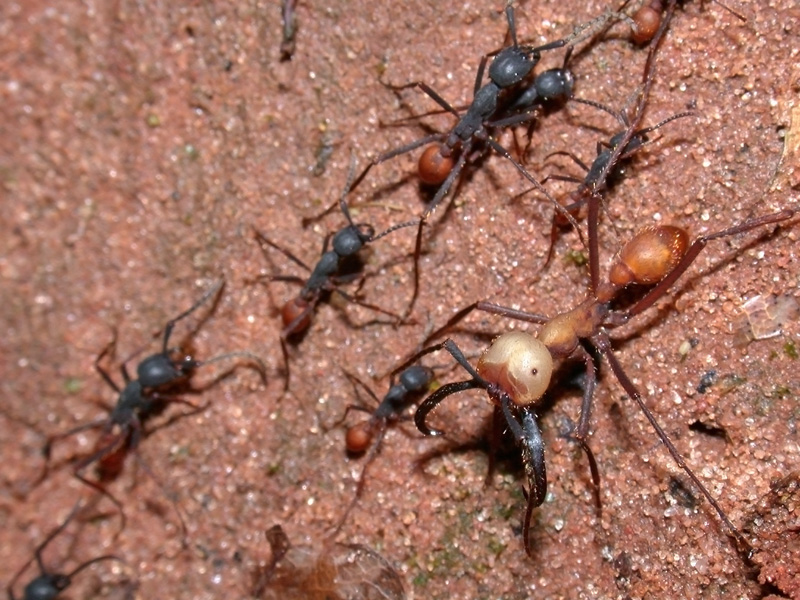
Un soldat Eciton burchellii care păzește lucrătorii

### Lucrători
Lucrătorii furnicilor militare sunt de obicei orbi sau pot avea ochi compuși care sunt reduși la o singură lentilă. Există specii de furnici militare în care casta lucrătorilor poate prezenta polimorfism pe baza diferențelor fizice și a alocărilor de locuri de muncă; cu toate acestea, există și specii care nu prezintă deloc polimorfism. The worker caste is usually composed of sterile female worker ants.

### Soldații
Soldații furnicilor militare sunt mai mari decât muncitorii și au mandibule mult mai mari decât clasa muncitoare a furnicilor, cu cât sunt mai în vârstă soldații având capete mai mari și mandibule mai puternice decât cei mai tineri. Ei protejează colonia și ajută la transportul celor mai grele încărcături de pradă la bivuacul coloniei.

### Masculi
Masculii sunt mari ca dimensiuni și au un abdomen mare cilindric, mandibule foarte modificate și organe genitale neobișnuite, care nu se observă la alte furnici. Au 13 segmente pe antenele lor, sunt alate (au aripi) și, prin urmare, pot semăna cu viespile. Masculii se nasc ca parte a unui pui sexual. Imediat ce se nasc, vor zbura în căutarea unei regine cu care să se împerecheze. În unele cazuri în care masculii caută să se împerecheze cu o matcă dintr-o colonie existentă, lucrătorii care îi primesc vor îndepărta cu forța aripile pentru a acomoda masculii mari în colonie pentru împerechere. Din cauza dimensiunii lor, masculii sunt uneori numiți „muște de cârnați” sau „furnici de cârnați”.

### Regină
Coloniile de furnici reale au întotdeauna o singură regină, în timp ce alte specii de furnici pot avea mai multe matci. Regina este dichthadiigyne (o furnică oarbă cu gaster), dar uneori poate avea ochi vestigiali. The queens of army ants are unique in that they do not have wings, have an enlarged gaster size and an extended cylindrical abdomen. Ele sunt semnificativ mai mari decât furnicile militare lucrătoare și au 10-12 segmente pe antenele lor. Reginele se vor împerechea cu mai mulți masculi și, datorită gasterului lor mărit, pot produce 3 până la 4 milioane de ouă pe lună, rezultând cicluri de puiet sincronizate și colonii compuse din milioane de indivizi, toate înrudite cu o singură matcă.

## Comportament

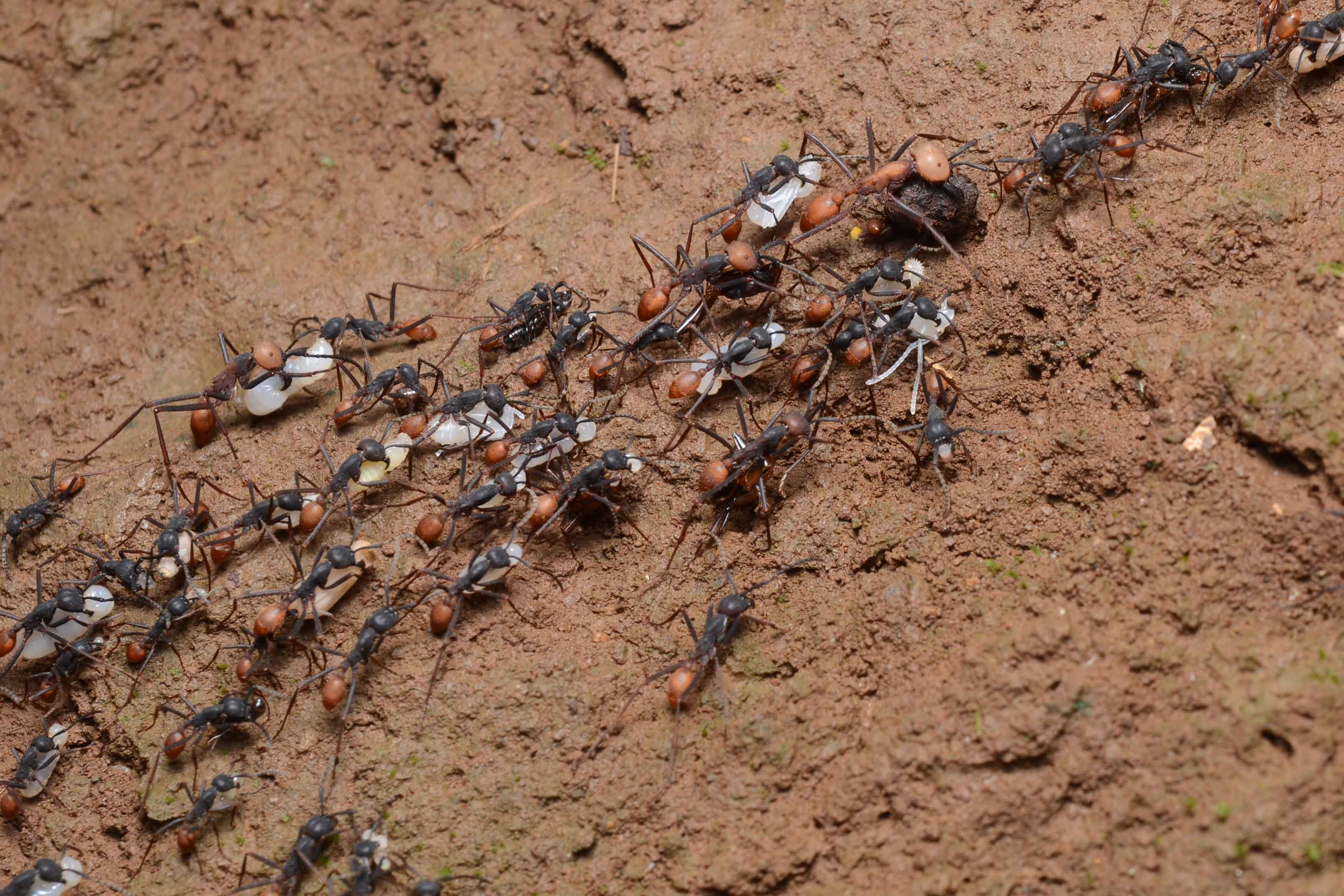
E. vagans cu larve ale unui cuib de viespi năvăliți

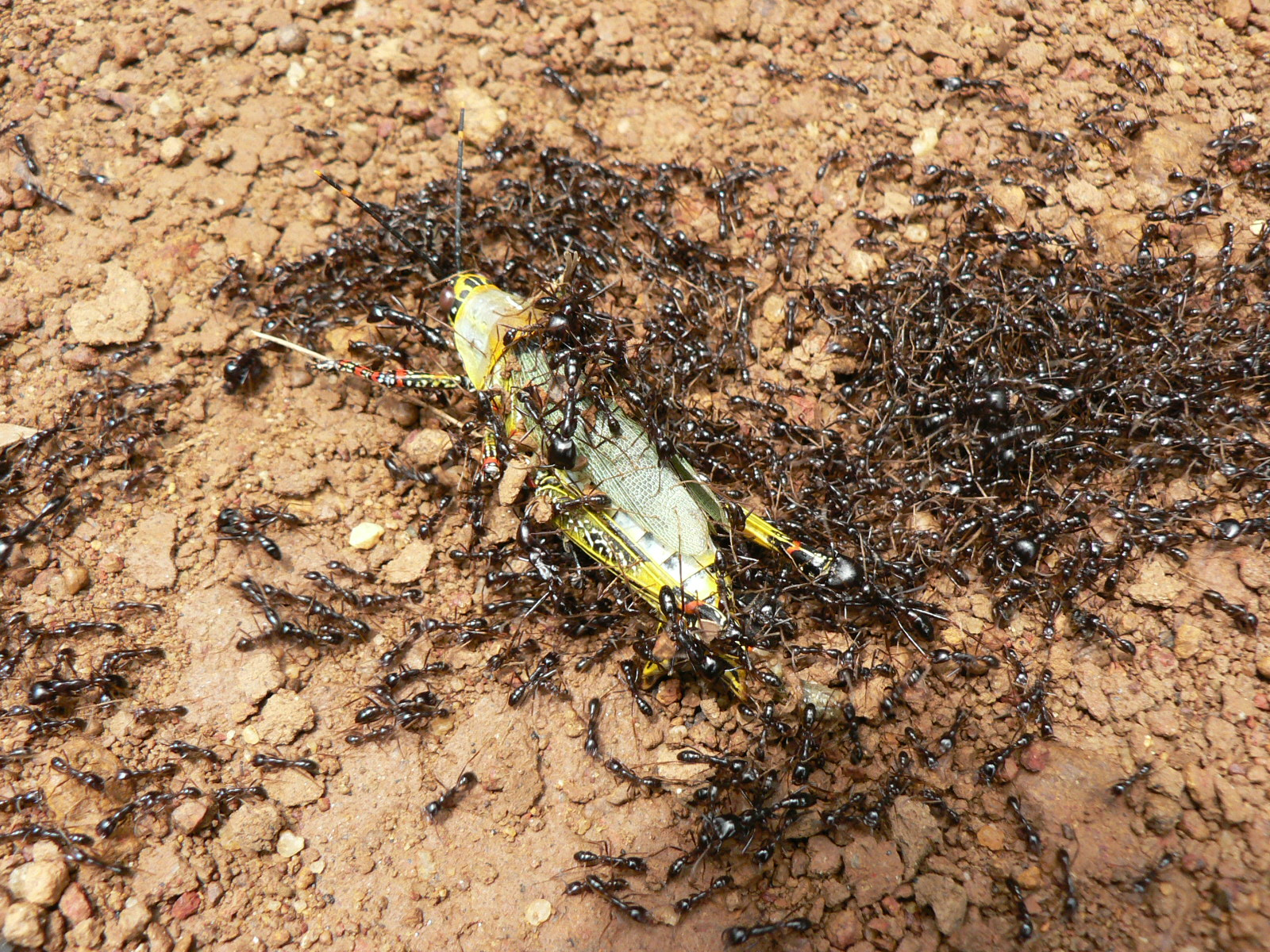
Dorylus sp. în Camerun, consumând o lăcustă

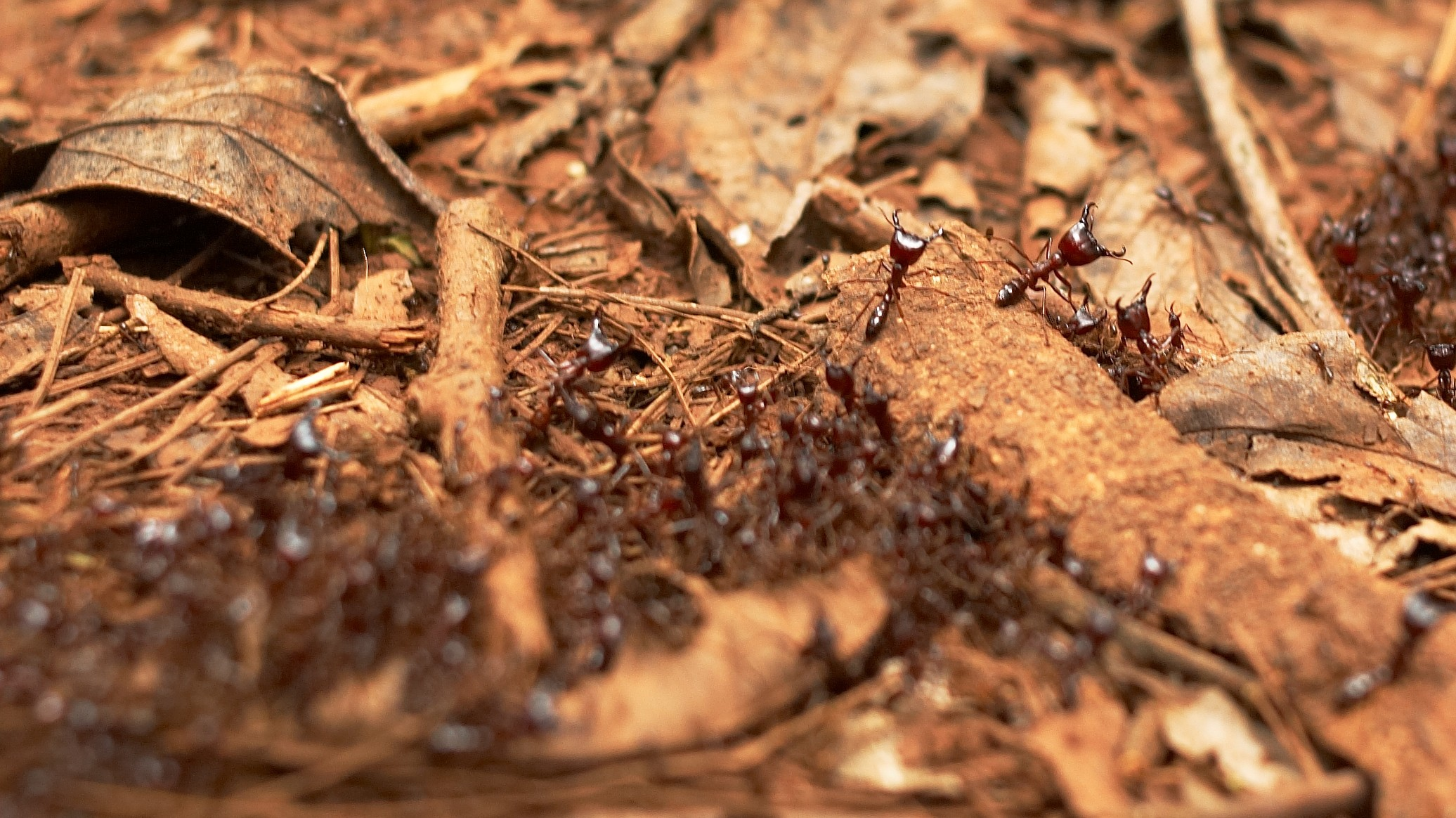
Furnici safari (Dorylus sp.) într-un marș în pădurea Kakamega, Kenya. O coloană de muncitori se mișcă sub protecția soldaților, care se leagă împreună într-un tunel și își afișează mandibulele pentru a îndepărta prădătorii

### Sindromul furnicilor militare
Sindromul furnicilor militare se referă la comportamentele și trăsături de reproducere, cum ar fi hrana colectivă obligatorie, nomadismul și regine foarte specializate care permit acestor organisme să devină cei mai feroci vânători sociali.
Majoritatea speciilor de furnici vor trimite cercetași individuali pentru a găsi surse de hrană și mai târziu vor recruta pe alții din colonie pentru a ajuta; cu toate acestea, furnicile militare trimit un grup cooperant, fără lider, de furajatori pentru a detecta și a copleși prada imediat. Furnicile militare nu au un cuib permanent, ci formează multe bivuacuri pe măsură ce călătoresc. Călătoriile constante se datorează nevoii de a vâna cantități mari de pradă pentru a-și hrăni enorma sa colonie populația. Mătcile lor sunt fără aripi și au abdomene care se extind semnificativ în timpul producției de ouă. Acest lucru permite producerea a 3-4 milioane de ouă în fiecare lună și adesea duce la cicluri sincronizate de pui, astfel fiecare colonie va fi formată din milioane de indivizi care descind dintr-o singură matcă. Aceste trei trăsături se găsesc la toate speciile de furnici militare și sunt trăsăturile definitorii ale furnicilor militare.

#### Faza nomadă și cea staționară
Furnicile militare au două faze de activitate – o fază nomadă (rătăcitoare) și o fază staționară (staționară) – care circulă constant și pot fi găsite în toate speciile de furnici militare.
Faza nomadă începe la aproximativ 10 zile după ce regina își depune ouăle. Această fază va dura aproximativ 15 zile pentru a lăsa larvele să se dezvolte. Furnicile se mișcă în timpul zilei, captând insecte, păianjeni și vertebrate mici pentru a-și hrăni puietul. La amurg, își vor forma cuiburile sau bivuacul pe care le schimbă aproape zilnic. La sfârșitul fazei nomade, larvele vor învârti carcasele pupale și nu mai au nevoie de hrană. Colonia poate trăi apoi în același loc de bivuac timp de aproximativ 20 de zile, alimentând doar aproximativ două treimi din aceste zile. Printre furnicile militare se numără unele specii care se aventurează numai noaptea, dar nu au fost făcute studii adecvate ale activităților lor.
Faza staționară, care durează aproximativ două până la trei săptămâni, începe când larvele se transformă în pupe. Din acest moment, prada care era hrănită anterior larvelor sunt acum hrănite exclusiv pentru matcă. Abdomenul (gaster) al reginei se umflă semnificativ, iar ea își depune ouăle. La sfârșitul fazei staționare, atât pupele ies din coconii lor, cât și următoarea generație de ouă eclozează, astfel încât colonia are un nou grup de muncitori și larve. După aceasta, furnicile reiau faza nomadă.

Comportamentul și organizarea unui bivuac

### Fisiunea coloniilor
Furnicile militare se vor împărți în grupuri atunci când dimensiunea coloniei a atins un prag maxim, care se întâmplă aproximativ la fiecare trei ani. Mătcile fecioare fără aripi vor ecloziona printre un pui sexual mascul care eclozează la o dată ulterioară. Când colonia se fisiune, există două moduri în care sunt decise noile matci. Un posibil rezultat este că o nouă regină va rămâne la cuibul original cu o parte din lucrătoare și puiul mascul, în timp ce vechea regină va pleca cu restul lucrătorilor și va găsi un nou cuib. O altă posibilitate este ca muncitorii să o respingă pe vechea regină, iar noile matci să conducă fiecare o colonie nou-divizată. Lucrătoarele se vor afilia cu matci individuale pe baza indicațiilor feromonilor care sunt unici pentru fiecare matcă. Când se formează noi bivuacuri, comunicarea dintre colonia inițială și noile bivuacuri va înceta.

### Comportamentul reginei
Fiind cele mai mari furnici de pe Pământ, furnicile militare, cum ar fi reginele africane Dorylus au cel mai mare potențial de reproducere dintre insecte, cu o capacitate de depunere de ouă de câteva milioane pe lună. Reginele furnicilor militare nu trebuie să părăsească niciodată protecția coloniei, unde se împerechează cu masculi străini care se împrăștie în zboruri nupțiale. Comportamentul exact de împerechere al reginei furnicilor militare este încă necunoscut, dar observațiile par să sugereze că mătcile pot fi fertilizate de mai mulți masculi. Datorită potențialului mare de reproducere al reginei, o colonie de furnici militare poate fi descendentă dintr-o singură regină.
Când furnica regină moare, nu există nicio înlocuire și furnicile militare nu pot crește mătci de urgență. De cele mai multe ori, dacă regina moare, probabil că și colonia va muri. Pierderea reginei poate apărea din cauza accidentelor din timpul emigrărilor, a atacului prădătorilor, a bătrâneții sau a bolii. Cu toate acestea, există posibilități de a evita moartea coloniei. Când o colonie își pierde matca, furnicile lucrătoare vor fuziona, de obicei, cu o altă colonie care are o matcă, în decurs de câteva zile. Uneori, muncitorii vor da înapoi pe căile emigrărilor anterioare pentru a căuta o regină care a fost pierdută sau pentru a fuziona cu o colonie soră. Prin fuzionarea cu o colonie înrudită, muncitorii și-ar crește forma inclusivă. Lucrătorii care fuzionează într-o nouă colonie pot determina creșterea dimensiunii coloniei cu 50%.

#### Selecția sexuală de către muncitori
Lucrătorii din speciile de furnici militare au un rol unic în selectarea atât a reginei, cât și a masculului pereche. 
Când mătcile ies la iveală, lucrătoarele din colonie vor forma două „sisteme” sau brațe în direcții opuse. Aceste mătci care se eclozează se vor deplasa în jos pe oricare dintre brațe și doar două regine vor reuși, câte una pentru fiecare ramură. Toate mătcile noi rămase vor fi lăsate la mijloc și vor fi abandonate. Două noi bivuacuri se vor forma și se vor rupe în direcții diferite. Lucrătoarele le vor înconjura pe cele două viitoare regine pentru a se asigura că supraviețuiesc. Aceste lucrătoare care înconjoară mătcile sunt afectate de profilul CHC (feromon) emis de noua matcă.
Când masculii ies din puiet, ei vor zbura pentru a găsi o pereche. Pentru ca masculii să acceseze regina și să se împerecheze, ei trebuie să alerge prin muncitorii din colonie. Masculii care sunt favorizați sunt superficial similari ca mărime și formă cu matca. De asemenea, masculii produc cantități mari de feromoni pentru a calma furnicile lucrătoare.

### Responsabilități și probleme de reproducere
Într-o colonie, regina este principalul individ responsabil de reproducerea în colonie. Analizele genotipurilor au confirmat că muncitoarele sunt, în medie, mai strâns legate de descendenții reginei decât de cei ai altor lucrătoare și că lucrătoarele se reproduc rar, dacă nu se reproduc niciodată. Au fost sugerați trei factori pentru a raționaliza pierderea reproducerii lucrătoare în prezența unei mătci. În primul rând, dacă lucrătorul se reproduce, scade performanța generală a coloniei pentru că nu funcționează. În al doilea rând, lucrătorii își măresc fitness-ul incluziv prin supravegherea altor muncitori, deoarece ei înșiși sunt mai înrudiți cu descendenții reginei decât cu descendenții altor lucrătoare. În cele din urmă, larvele masculi mari devin prea mari pentru a fi transportate, forțând coloniile cu puiet sexual să cuibărească pentru o perioadă de 41-56 de zile, în comparație cu coloniile nereproductive care rămân în cuib în medie cu 17 zile înainte de a se întoarce la o fază nomadă. Acest lucru sugerează că, dacă muncitorii ar produce descendenți masculi, aceștia ar putea fi eclozați nesincron cu puietul sexual al reginei și nu ar putea fi crescuți cu succes până la vârsta adultă.

## Hrănire
Întreaga colonie de furnici din armată poate consuma până la 500.000 de animale pradă în fiecare zi, deci poate avea o influență semnificativă asupra populației, diversității și comportamentului prăzii lor. Selecția prăzii diferă în funcție de specie. Speciile subterane prădesc în primul rând artropodele care locuiesc pe pământ și larvele, viermii de pământ și, ocazional, și puii de vertebrate, ouă de broaște țestoasă sau semințe oleaginoase. Majoritatea speciilor, „jefuitorii de colonii”, se specializează în urmașii altor furnici și viespi. Doar câteva specii par să aibă spectrul foarte larg de pradă văzut la speciile raid. Nici măcar aceste specii nu mănâncă orice fel de animale. Deși micile vertebrate care sunt prinse în raid vor fi ucise, fălcile americanului Eciton nu sunt potrivite pentru acest tip de pradă, spre deosebire de africanul Dorylus . Aceste prada nedorite sunt pur si simplu lasate in urma si consumate de scavengers sau de mustele care insotesc roiul de furnici. Doar câteva specii vânează în primul rând pe suprafața pământului; își caută prada în principal în așternutul de frunze și în vegetația joasă. Aproximativ cinci specii vânează în copacii mai înalți, unde pot ataca păsările și ouăle lor, deși se concentrează pe vânătoarea altor insecte sociale împreună cu ouăle și larvele lor. Coloniile de furnici de armată sunt mari în comparație cu coloniile altor Formicidae. Coloniile pot avea peste 15 milioane de muncitori și pot transporta 3000 de pradă (articole) pe oră în perioada raidului.
Când furnicile militare caută hrană, potecile care se formează pot avea o lățime de peste 20 m (66 ft) și peste 100 m (330 ft). Ele rămân pe cale prin utilizarea unui gradient de concentrație de feromoni. Concentrația de feromoni este cea mai mare în mijlocul traseului, împărțind traseul în două regiuni distincte: o zonă cu concentrație mare și două zone cu concentrații scăzute de feromoni. De asemenea, s-a descoperit că furnicile lucrătoare care se întorc emit mai mulți feromoni decât cele care părăsesc cuibul, provocând diferența de concentrație a feromonilor din trasee. Feromonii vor permite ca hrana să fie mult mai eficientă, permițând furnicilor militare să evite propriile lor căi anterioare și pe cele ale conspecificilor lor. Structura schelelor a fost observată atunci când muncitorii transportau hrana grea pentru pradă pe suprafața înclinată. Furnicile care merg sunt împiedicate să cadă de către alte furnici.
În timp ce caută hrană, furnicile militare fac ca multe nevertebrate să fugă din ascunzișurile lor sub frunzele pădurii, sub scoarța copacilor și în alte asemenea locații, permițând astfel prădătorilor să le prindă mai ușor. De exemplu, în pădurile tropicale din Panama, roiurile de furnici militare atrag multe specii de păsări la această sărbătoare a insectelor, păianjeni, scorpioni, viermi și alte animale. Unele dintre aceste păsări sunt numite „furnici” datorită acestei tendințe. Deși se concentrează pe hrănirea acestor nevertebrate, păsările din roiurile de furnici militare permit, de obicei, apropierea foarte aproape de către oameni – în intervalul 1–2 metri (3,3–6,6 ft) în multe cazuri{{snd} }}oferind adesea cele mai bune oportunități de a vedea multe dintre aceste specii. În funcție de mărimea roiului de furnici și de cantitatea de pradă pe care furnicile le provoacă, păsările pot număra de la câțiva până la zeci de indivizi. Păsările care frecventează roiuri de furnici militare includ pasărea cu mustață albă, Dendrocolaptes sanctithomae, Neomorphus geoffroyi, Xiphorhynchus lachrymosus și Formicarius analis.

## Cuibărire

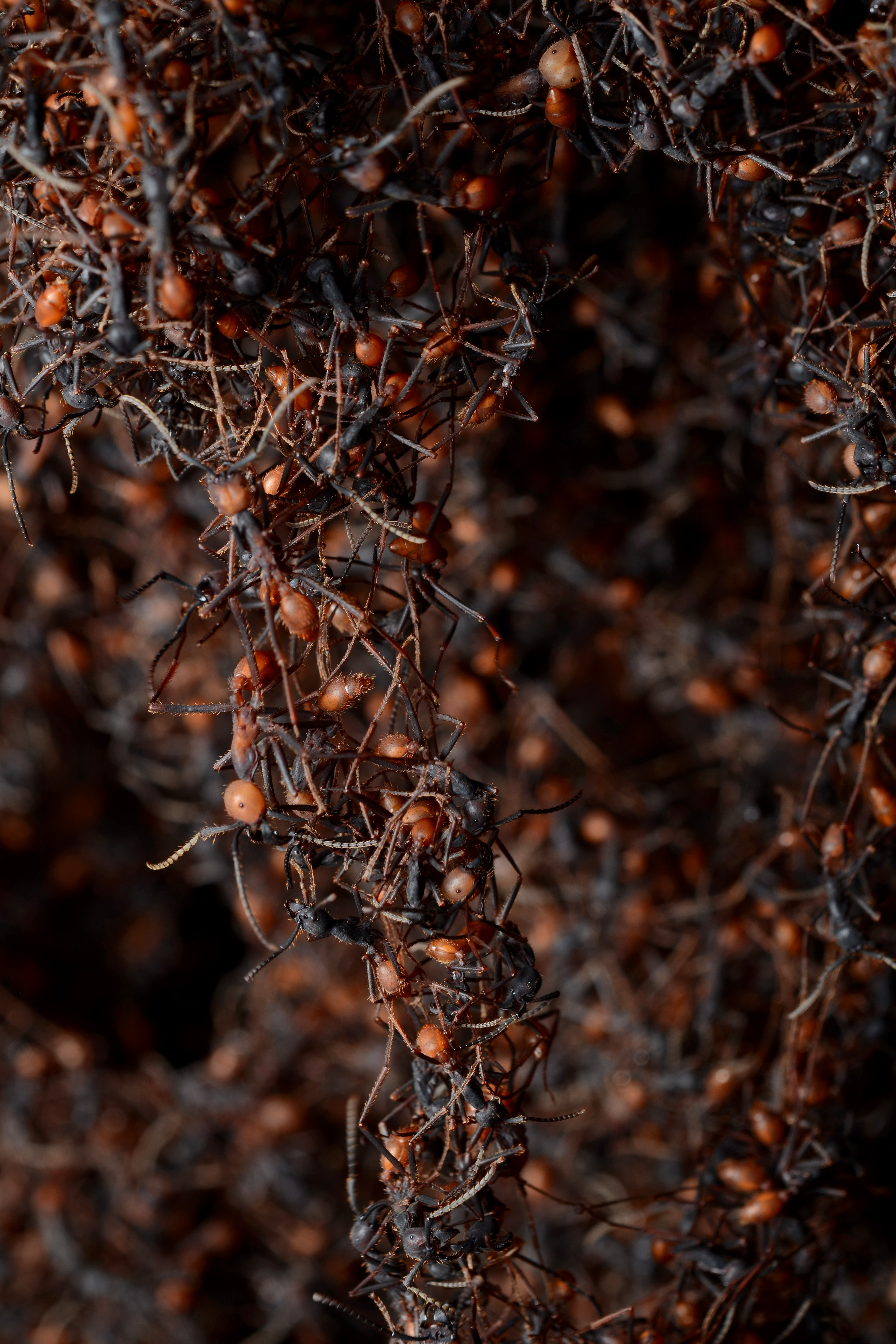
Eciton sp. formând o punte

Furnicile militare nu construiesc un cuib ca majoritatea celorlalte furnici. În schimb, ele își construiesc un cuib viu cu trupurile lor, cunoscut sub numele de bivuac. Bivuacurile tind să fie găsite în trunchiurile copacilor sau în vizuini săpate de furnici. Membrii bivuacului se țin de picioarele celuilalt și astfel construiesc un fel de minge, care poate părea nestructurată pentru ochii unui neprofesionist, dar este de fapt o structură bine organizată. Muncitoarele mai în vârstă sunt situate în exterior; în interior sunt muncitoarele mai tinere. La cea mai mică tulburare, soldații se adună pe suprafața superioară a bivuacului, gata să apere cuibul cu mandibule puternice și (în cazul Aenictinae și Ecitoninae) înțepături. În interiorul cuibului, există numeroase pasaje care au „camere” de hrană, larve, ouă și, cel mai important, matca.

## Simbioți
Multe specii de furnici militare sunt considerate pe scară largă a fi specii cheie datorită rolului lor ecologic important ca prădători de artropode și datorită numărului lor mare de asociați de vertebrate și nevertebrate care se bazează pe coloniile de furnici militare pentru nutriție sau protecție. În timpul vânătorii lor, multe furnici militare care fac raiduri de suprafață sunt însoțite de diferite păsări, cum ar fi furnicari, furnariidele și păianjeni, care devorează insectele care sunt spălate. de către furnici, un comportament cunoscut sub numele de kleptoparazitism. O mare varietate de artropode, inclusiv gândaci staphylinid, gândaci histerizi, păianjeni, izopode și acarieni urmează, de asemenea, coloana. În timp ce unii oaspeți urmăresc emigrările coloniilor pe jos, multe altele sunt transportate foretic, de exemplu prin atașarea lor pe muncitori ai furnicilor militare, cum ar fi gândacul histerid Nymphister kronaueri. Furnica militară  neotropicală Eciton burchellii are aproximativ 350 până la 500 de animale asociate, cei mai mulți dintre oricare dintre speciile cunoscute științei.

## Taxonomie
Din punct de vedere istoric, „furnica militară” în sens larg se referea la diferiți membri ai cinci subfamilii diferite de furnici. În două dintre aceste cazuri, Ponerinae și Myrmicinae, doar câteva specii și genuri prezintă un comportament legionar; în celelalte trei linii, Ecitoninae, Dorylinae și Leptanillinae, toate speciile constitutive au fost considerate legionare. Mai recent, clasificările furnicilor recunosc acum o subfamilie suplimentară din Lumea Nouă, Leptanilloidinae, care constă, de asemenea, din specii legionare obligatorii, la fel și un alt grup inclus acum printre furnicile armatei.
Un studiu din 2003 pe treizeci de specii (de Sean Brady de la Universitatea Cornell) indică faptul că furnicile militare din subfamiliile Ecitoninae (America de Sud), Dorylinae (Africa) și Aenictinae (Asia) ) împreună au format un grup monofiletic, bazat pe date de la trei gene moleculare și o genă mitocondrială. Brady a concluzionat că aceste grupuri sunt, prin urmare, o singură linie care a evoluat în perioada Cretacicului mijlociu în Gondwana, astfel încât aceste subfamilii sunt acum în general unite într-o singură subfamilie Dorylinae, deși acest lucru nu este încă recunoscut universal. Cu toate acestea, unificarea acestor filiații înseamnă că singura subfamilie care este compusă exclusiv din specii legionare este Leptanillinae, deoarece Dorylinae conține multe genuri nelegionare.
În consecință, „furnicile militare”, așa cum sunt recunoscute în prezent, constau din specii legionare din aceste genuri:
Subfamilia Dorylinae (Aenictinae, Aenictogitoninae, Cerapachyinae, Ecitoninae și Leptanilloidinae, 2014)
- Aenictus
- Asphinctanilloides
- Cheliomyrmex
- Dorylus
- Eciton
- Labidus
- Leptanilloides
- Neivamyrmex
- Nomamyrmex

Subfamilia Leptanillinae
- Anomalomyrma
- Leptanilla
- Phaulomyrma
- Protanilla
- Yavnella

Subfamilia Myrmicinae
- Pheidologeton

Subfamilia Ponerinae
- Leptogenys (unele specii)
- Simopelta

Subfamilia Amblyoponinae
- Onychomyrmex